# 北郷町
北郷町（きたごうちょう）は宮崎県の南部、南那珂郡にあった町。2009年3月30日に日南市・南郷町と新設合併し（新）日南市の地域自治区となった。
県北部に存在した北郷村とは別の自治体である。

## 地理
宮崎県の南部、宮崎市から南へ約30kmの内陸部に位置する。鰐塚山地の東端部にあたり、町域全体が山地となっている。総面積の約88パーセントは森林で、その大半が飫肥杉である。
年平均気温は18.7℃、年降水量は2573.5mm（2006年）。

### 主な地形
- 山：鰐塚山
- 河川：広渡川

### 隣接していた市町村
- 宮崎市
- 宮崎郡清武町
- 北諸県郡三股町
- 日南市

## 歴史
江戸時代は伊東氏飫肥藩領。廃藩置県後は飫肥県→都城県→宮崎県（初代）→鹿児島県を経て、1883年の宮崎県再置により宮崎県所属となった。

### 近現代
- 1889年05月01日 - 町村制施行により、南那珂郡北郷村が発足。
- 1892年00月00日 - 山仮屋隧道（県内初の道路トンネル）が開通。
- 1920年00月00日 - 商用電力供給開始。
- 1941年10月28日 - 志布志線の延伸により北郷駅・内之田駅が開業。後に日南線の区間となる。
- 1959年01月01日 - 北郷村が町制施行。北郷町となる。
- 1963年05月00日 - 日南線が全通。
- 1965年04月00日 - 北郷中学校黒荷田分校が閉校。
- 1965年08月00日 - 町役場を現在地に移転。
- 1968年04月00日 - 板谷小学校が閉校。坂元小学校に統合される。
- 1974年00月00日 - 北郷小学校・坂元小学校が統合。
- 1978年00月00日 - 町民憲章と町の花・木・鳥を制定。
- 1991年05月00日 - 県道日南高岡線（県道28号）のうち北郷町内の区間の拡幅が完了。全線を通しては1993年2月に完了する。
- 1994年05月00日 - 広渡ダムが竣工。
- 2005年09月00日 - BTVケーブルテレビ日南局が町内でサービス開始。
- 2009年03月30日 - 日南市・南郷町と合併し、（新）日南市の地域自治区となった。

## 行政
町長は倉岡清美（2005年8月21日-2009年3月29日、1期目）、北郷町議会の定数は10人。
北郷町役場の職員定数は95人。そのうち一般職が52人となる。

### 財政
2006年度 (平成18年度）の一般会計決算によると、歳入は約40億3224万円、歳出は約39億5362万円だった。
歳入のうち町税収入は約4億5735万円、地方交付税交付金は約16億1487万円。歳出のうち人件費は約7億1109万円。

## 産業
主要産業は第一次産業（特に農業・林業）である。
農業は豚・ブロイラーなどの畜産や野菜・花卉が中心。冬場の日照時間の長さを活かしたスイートピーが有名。
高度経済成長期に人口流出が続いたことへの対策の一環として企業誘致も進められており、1974年からの累計で16社が町内へ進出している。
商業は小売店中心で年間販売額は約30.9億円。ただし周辺自治体への購買力の流出がみられる。

## 姉妹都市
- アメリカ合衆国ポーツマス

## 地域

### 人口
1950年の国勢調査時は9465人だったが、高度経済成長期に7406人（1965年）・5638人（1975年）と減少し、その後は5000人台を推移していた。
2008年1月1日時点の人口は5014人。そのうち65歳以上の人口が1639人で、高齢化率は32.69パーセントとなる。外国人登録者は61人。

### 教育

#### 小・中学校

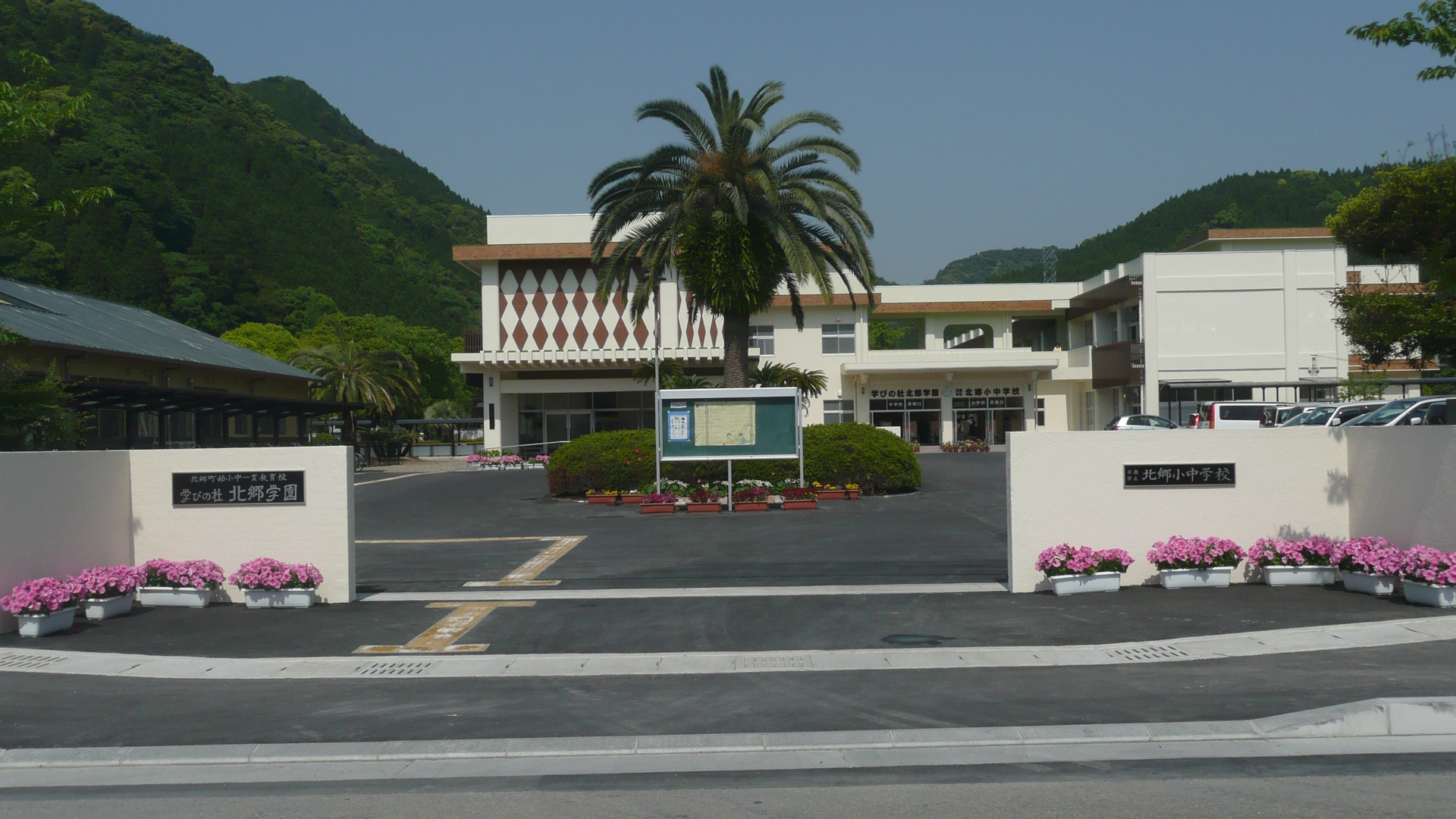
北郷小学校・北郷中学校（2009年5月）

2009年からは幼稚園を含めた小中一貫教育（幼小中一貫教育）を実施する。通称はまなびの杜北郷学園。
- 北郷町立北郷中学校
- 北郷町立北郷小学校
- 北郷町立黒荷田小学校（2009年3月閉校）

## 交通
- 最寄り空港は宮崎空港。

### 鉄道
- 九州旅客鉄道（JR九州）
  - 日南線
    - 北郷駅 - 内之田駅

中心駅は北郷駅。

### バス路線

#### 一般路線バス
- 宮崎交通
  - 日南市 - 北郷町

### 道路
- 高速道路の最寄りインターチェンジは宮崎自動車道の田野インターチェンジと東九州自動車道の日南北郷インターチェンジ。
- 一般国道はなし。南北を貫く県道28号が主要路線となる。

#### 県道
主要地方道
- 宮崎県道28号日南高岡線
- 宮崎県道27号宮崎北郷線 - 旧飫肥街道。天正-慶長年間（1600年前後）に飫肥城から北郷・清武を経由して佐土原に至る街道として開かれた。現在の路線は明治期に開通したもので、山仮屋隧道はこのときに開通した県内最古の道路トンネルである。
- 宮崎県道33号都城北郷線

## 名所・旧跡・観光スポット・祭事・催事

### 名所・旧跡・観光スポット
- 北郷温泉郷
- ジェイズ日南リゾート
- 花立公園
- 猪八重渓谷
  - 猪八重滝群
- 蜂之巣公園
- 山仮屋トンネル - 宮崎県内で初の道路トンネル。
- 山仮屋関所跡
- 三ツ岩林木遺伝資源保存林

### 祭事・催事
- 潮嶽神社春の大祭（2月）
- 花立公園桜まつり（4月）
- 北郷温泉広渡まつり（8月）
- 潮嶽神社秋の例大祭（11月）
- 郷之原神社秋の奉納祭（11月）
- 産業文化まつり（11月）